# 学習院大学の人物一覧
学習院大学の人物一覧（がくしゅういんだいがくのじんぶついちらん）は、学習院大学に関係する人物の一覧記事。

## 歴代院長
- 初代：立花種恭
- 第2代：谷干城
- 第3代：大鳥圭介
- 第4代：三浦梧楼
- 第5代：岩倉具定
- 第6代：田中光顕
- 第7代：近衛篤麿
- 第8代：菊池大麓
- 第9代：山口鋭之助
- 第10代：乃木希典
- 第11代：大迫尚敏
- 第12代：北条時敬
- 第13代：一戸兵衛
- 第14代：福原鐐二郎
- 第15代：荒木寅三郎
- 第16代：野村吉三郎
- 第17代：山梨勝之進
- 第18代：安倍能成
- 第19代：麻生磯次
- 第20代：櫻井和市
- 第21代：磯部忠正
- 第22代：内藤頼博
- 第23代：島津久厚
- 第24代：田島義博
- 第25代：波多野敬雄
- 第26代：内藤政武
- 第27代：耀英一

## 著名な教職員

### 法学部

#### 法学科
- 石井正文（特別客員教授、国際法）
- 櫻井敬子（教授、行政法）
- 林圭介（教授、民事訴訟法）
- 水野謙（教授、民法）
- 横山久芳（教授、知的財産法）

#### 政治学科
- 伊藤修一郎（教授、地方自治）
- 井上寿一（教授、前学長）
- 江藤名保子（教授、国際政治学）
- 野中尚人（教授、比較政治学）
- 平野浩（教授、政治心理学・政治過程論）
- 福元健太郎（教授、政治分析方法論）
- 向大野新治（特別客員教授、第15代衆議院事務総長）

#### 法科大学院
- 青井未帆（教授、憲法学）
- 大橋洋一（教授、行政法）
- 大村敦志（教授、民法）
- 神田秀樹（教授、商法・金融法）
- 木口信之（特別招聘教授、元裁判官）
- 橋爪隆（非常勤講師、刑法）
- 長谷部由起子（教授、民事手続法）
- 深町晋也（非常勤講師、刑法）
- 森村進（非常勤講師、法哲学）

### 経済学部

#### 経済学科
- 清水順子（教授、国際金融論）
- 清水大昌（教授、応用ミクロ学・産業組織）
- 鈴木亘（教授、社会保障論・医学経済学）
- 滝澤美帆（教授、新型インフルエンザ等対策推進会議委員、マクロ経済学）
- 福地純一郎（教授、統計学・計量経済学）
- 細野薫（教授、マクロ経済学・金融論）
- 宮川努（教授、設備投資・生産性向上）
- 椋寛（教授、国際貿易論・通商政策）
- 脇坂明（教授、雇用政策・人事管理・女性労働）

#### 経営学科
- 青木幸弘（教授、元日本消費者行動研究学会会長）
- 上田隆穂（教授、マーケティング）
- 遠藤久夫（教授、国立社会保障・人口問題研究所長、社会保障審議会会長）
- 小山明宏（教授、ガヴァナンス研究）
- 武石彰（教授、企業の戦略と組織）
- 守島基博（教授、人材マネジメント論）

### 文学部

#### 哲学科
- 京谷啓徳（教授、西洋美術史）
- 小島和男（教授、ギリシア哲学）
- 島尾新（教授、日本美術史）

#### 史学科
- 家永遵嗣（教授、日本中世史）
- 鐘江宏之（教授、日本古代史）
- 千葉功（教授、日本近代史）
- 島田誠（教授、西洋古代史）
- 中野隆生（教授、西洋近代史）

#### 日本語日本文学科
- 赤坂憲雄（教授、民俗学・日本文化論）
- 神田龍身（教授、日本中古・中世文学）
- 鈴木健一（教授・日本文化史・詩歌史）
- 中山昭彦（教授、日本近代文学）
- 山本芳明（教授、日本近代文学）

#### 英語英米文化学科
- 上岡伸雄（教授、現代アメリカ小説）

#### ドイツ語圏文化学科
- 岡本順治（教授、ドイツ語学・認知言語学・言語理論）
- 高田博行（教授、ドイツ語学・ドイツ語史・歴史語用論・歴史社会言語学）

#### フランス語圏文化学科
- 中条省平（教授、人文科学研究科身体表象文化学専攻兼任教授、映画・文芸評論家）
- 野村正人（教授、19世紀フランス文学・視覚メディア論）

#### 心理学科
- 今井久登（教授、認知心理学）
- 川嵜克哲（教授、臨床心理学）

#### 教育学科
- 秋田喜代美（教授、学校教育学・発達心理学）
- 梅野正信（教授、教科教育法）
- 斉藤利彦（教授、教育学）

### 理学部

#### 物理学科
- 荒川一郎（教授、熊谷記念真空科学論文賞、真空技術賞受賞者、学長）
- 田崎晴明（教授、久保亮五記念賞受賞者）

#### 化学科
- 秋山隆彦（教授、フンボルト賞受賞者、アメリカ化学会 Arthur.C.Cope 賞受賞者）
- 草間博之（教授、有機反応化学）
- 河野淳也 (教授、日本化学会進歩賞受賞者)
- 齊藤結花 (教授、日本分光学会奨励賞受賞者)

#### 生命科学科
- 岡田哲二（教授、Thomson Scientific Research Front Award 受賞者）

### 国際社会科学部

#### 国際社会学科
- 石川城太（教授、元日本国際経済学会会長、貿易政策・多国籍企業）

### スポーツ・健康科学センター
- 廣紀江（教授、元女子バレーボール選手）

## 著名な教職員（かつて在籍していた教職員）

### 法学部

#### 法学科
- 岡孝（法学部法学科教授、法学部長）

#### 政治学科
- 佐々木毅（元法学部政治学科教授、元東京大学総長）
- 数土直紀（法学部政治学科教授）
- 坂本多加雄（元法学部政治学科教授）
- 清水幾太郎（元法学部政治学科教授、社会学者）

#### 法科大学院
- 龍岡資晃（法科大学院実務家教授）

### 経済学部

#### 経済学科
- 川嶋辰彦（学習院大学名誉教授、元経済学部経済学科教授）
- 岩田規久男（日本銀行副総裁、元経済学部経済学科教授）
- 田中勝人（Tjalling C. Koopmans Econometric Theory Prize 受賞者）
- 大石慎三郎（学習院大学名誉教授、元学習院大学経済学部長）

#### 経営学科
- 湯沢威（学習院大学名誉教授、元経営史学会会長）
- 今野浩一郎（元経済学部経営学科教授）
- 八塩圭子（元経済学部経営学科特別客員教授、元テレビ東京アナウンサー）

### 文学部

#### 哲学科
- 有川治男（元文学部哲学科教授）
- 左近司祥子（学習院大学名誉教授、元文学部哲学科教授）
- 酒井潔（学習院大学名誉教授、元文学部哲学科教授）
- 門脇卓爾（哲学者、学習院大学名誉教授）
- 久野収（哲学者、元文学部哲学科教授、思想の科学研究会元会員）
- 筧泰彦（学習院大学名誉教授、元文学部哲学科教授）
- 小林忠（学習院大学名誉教授、浮世絵研究で著名）

#### 史学科
- 高埜利彦（元文学部史学科教授）
- 福井憲彦（元文学部史学科教授、元学長）
- 井上勲（学習院大学名誉教授、元史学科教授）
- 堀越孝一（学習院大学名誉教授、元史学科教授）

#### 日本語日本文学科
- 兵藤裕己（文学部日本語日本文学科教授）
- 大野晋（学習院大学名誉教授、日本語学の泰斗）

#### 英語英米文化学科
- 中島平三（文学部英語英米文化学科教授）

#### フランス語圏文化学科
- 篠沢秀夫（文学部フランス文学科名誉教授、タレント）
- 佐伯隆幸（文学部フランス語圏文化学科名誉教授、人文科学研究科身体表象文化学専攻名誉教授、日仏演劇協会会長）
- 鈴木力衛（元文学部仏文科教授、モリエール研究の第一人者）
- 辻邦生（元文学部仏文科教授、作家）
- 福永武彦（元文学部仏文科教授、詩人、作家）

#### 教育学科
- 長沼豊（元文学部教育学科教授）

### 理学部

#### 物理学科
- 川路紳治（学習院大学名誉教授、元理学部物理学科教授、日本学士院賞受賞者、紫綬褒章受章者、量子ホール効果を発見）

#### 化学科
- 赤荻正樹（元理学部化学科教授、日本高圧力学会学会賞受賞者）

#### 数学科
- 飯高茂（学習院大学名誉教授、元理学部数学科教授、日本数学会弥永賞、日本学士院賞受賞者）
- 谷島賢二（元理学部数学科教授、日本数学会賞秋季賞受賞者）
- 中野史彦（元理学部数学科教授、日本数学会函数方程式論分科会福原賞受賞者）

### 国際社会科学部

#### 国際社会学科
- 伊藤元重（元国際社会科学部教授、東京大学名誉教授）
- 澁谷覚（元国際社会科学部教授）
- 末廣昭（元国際社会科学部教授）

### 人文科学研究科
- 夏目房之介（元人文科学研究科身体表象文化学専攻教授、漫画家）
- 高畑勲（アニメーション監督、元人文科学研究科身体表象プロジェクト主任研究員）

## 出身者

### 皇室関係

#### 皇室
- 第125代天皇 上皇 明仁（教育ご終了）
- 常陸宮正仁親王
- 寬仁親王
- 桂宮宜仁親王
- 高円宮憲仁親王
- 第126代天皇・徳仁
- 愛子内親王
- 秋篠宮文仁親王
- 文仁親王妃紀子
- 佳子内親王（中退）
- 彬子女王

#### 元皇族
- 島津貴子（昭和天皇第5皇女清宮貴子内親王・島津久永の妻、中退）
- 近衞甯子（三笠宮崇仁親王第1女子甯子内親王・近衛忠煇の妻）
- 千容子（三笠宮崇仁親王第2女子容子内親王・千宗室（坐忘斎・裏千家）の妻）
- 黒田清子（第125代天皇明仁第1皇女紀宮清子内親王・黒田慶樹の妻）
- 千家典子（高円宮憲仁親王第2女子典子女王・千家国麿の妻）

#### 旧宮家
- 久邇邦昭（久邇宮邦昭王、神社本庁統理、前伊勢神宮大宮司、霞会館理事）
- 久邇朝尊（伊勢神宮大宮司、メタルワン監査役）
- 北白川道久（北白川宮道久王、伊勢神宮大宮司、霞会館理事長）
- 賀陽章憲（賀陽宮章憲王）
- 賀陽文憲（賀陽宮文憲王）
- 賀陽宗憲（賀陽宮宗憲王）
- 賀陽健憲（賀陽宮健憲王）

#### 宮内庁
- 前田利祐（宮内庁委嘱掌典、霞会館理事、旧加賀藩主前田家第18代当主）
- 濱本松子（宮内庁侍従職女官長）

#### 外国皇族
- 愛新覚羅慧生（旧満洲国皇族、愛新覚羅溥傑の長女、在学中に死去）

### 宗教
- 関口慶一（佛所護念会教団会長）
- 南部利昭（元靖国神社宮司、元南部家当主）
- 庭野光祥（立正佼成会次代会長）
- 二条基敬（神官、二条家当主）
- 長谷部真道（高野山真言宗の僧、金剛峯寺415世座主）

### 政治

#### 国会議員
- 吉田茂（第45・48・49・50・51代内閣総理大臣、第73・74・75・78・79代外務大臣などを歴任、大学科閉鎖に伴い中退）
- 麻生太郎（衆議院議員、第92代内閣総理大臣）
- 津島淳（衆議院議員青森1区選出、法務副大臣）
- 菊池大二郎（衆議院議員比例東北選出）
- 斎藤洋明（衆議院議員新潟3区選出、財務副大臣、元内閣府参事官補佐）
- 永岡桂子（衆議院議員比例北関東選出、文部科学大臣）
- 池坊保子（元衆議院議員、元文部科学副大臣、元日本漢字能力検定協会理事長、中退）
- 勝俣孝明（衆議院議員比例東海選出、農林水産副大臣）
- 平沼正二郎（衆議院議員比例中国選出）
- 堀内詔子（衆議院議員山梨2区選出、元東京オリンピック競技大会・東京パラリンピック競技大会担当大臣兼ワクチン接種推進担当大臣）
- 亀井久興（元衆議院議員、元国土庁長官、元参議院議員）
- 亀井亜紀子（衆議院議員島根1区選出、元参議院議員）
- 西岡秀子（衆議院議員長崎1区選出）
- 鹿野道彦（元衆議院議員、元農林水産大臣、元総務庁長官）
- 島村宜伸（元衆議院議員、元農林水産大臣、元文部大臣）
- 小川元（駐チリ大使、元衆議院議員、総務省参与）
- 平井卓志（元参議院議員、元労働大臣、四国新聞社社主・取締役会長、西日本放送社長兼最高経営責任者（CEO））
- 浦野烋興（元衆議院議員、元科学技術庁長官）
- 稲村利幸（元衆議院議員、元環境庁長官）
- 山村直義（11代目山村新治郎、元衆議院議員、元農林水産大臣、元運輸大臣、中退）

#### 地方政界
- 須藤和臣（元群馬県館林市長、元群馬県議会議員）
- 柴﨑光子（埼玉県和光市長）
- 野口忠直（元東京都府中市長、元府中市収入役）
- 都丸哲也（元東京都旧保谷市（現西東京市）長、平和・民主・革新の日本をめざす全国の会世話人）
- 綾宏（元香川県坂出市長、元坂出市議会副議長）
- 白川晴司（元香川県観音寺市長、元香川県議会議員）
- 島崎晃（元カーディガン町議会議員）

#### その他行政
- 黒田慶樹（東京都庁職員、紀宮清子内親王の夫）
- 高嶋由美子（国連難民高等弁務官事務所アフガニスタン副代表、国連UNHCR協会事務局長）
- 勝亦孝彦（駐トルコ大使、駐セルビア大使、外務省社会条約官）
- 鈴木栄一（駐ミクロネシア大使、外務省研修所総括指導官、中退）
- 都倉俊一（文化庁長官、日本音楽著作権協会会長）
- 逢坂恵理子（国立美術館理事長、国立新美術館館長、横浜美術館館長）
- 冨士博司（会計検査院事務総長官房官房審議官）

### 経済

#### 企業役員
- 浅野茂太郎（元明治ホールディングス社長、元明治乳業社長、元日本乳業協会会長、元Jミルク会長）
- 飯田亮（セコム創業者・元社長、日本経済団体連合会常任理事）
- 伊藤順朗（セブン&アイ・ホールディングス会長、ヨーク・ホールディングス会長）
- 戸田壽一（セコム創業者・元副社長）
- 伊勢宜弘（藤田観光社長、元浦和ワシントンホテル社長兼総支配人）
- 岩居文雄（元コニカミノルタホールディングス社長、東京工芸大学理事長、元日本オプトメカトロニクス協会会長）
- 上野照博（ゾフ創業者・会長、インターメスティック創業者・会長）
- 上原弘久（T&Dホールディングス社長）
- 浦部浩司（ソケッツ創業者・社長）
- 大石次則（東急百貨店社長、元東急モールズデベロップメント社長）
- 大木伸介（日本水産社長CEO）
- 尾関一郎（セコム社長、セコム損害保険社長）
- 河端伸一郎（インタースペース創業者・社長）
- 小林将之（大鵬薬品工業社長、日本オープンイノベーション大賞選考委員会特別賞）
- 澤田秀太（ベストワンドットコム創業者・社長、ファイブスタークルーズ社長）
- 清原當博（ホテルオークラ東京社長、観光関係功労者国土交通大臣表彰）
- 中條高徳（元アサヒビール副社長、元日本国際青年文化協会会長）
- 森田光德（元シャボン玉石けん会長・社長）
- 神原弥奈子（ニューズ・ツー・ユー会長、ツネイシホールディングス代表取締役）
- 有馬あきこ（オン・ザ・エッヂ創業者、クリアキューブ代表取締役）
- 栗原剛（丸紅ロジスティクス社長、元ロジパートナーズ社長）
- 栗原博（元富士ゼロックス社長、日本テレワーク協会会長、ビジネス機械・情報システム産業協会副会長）
- 新町敏行（元日本航空社長）
- 関根福一（住友大阪セメント社長、セメント協会会長）
- 定保英弥（帝国ホテル社長、日本ホテル協会会長）
- 田中里沙（宣伝会議副社長、三重大学副学長、事業構想大学院大学学長、日本郵便取締役、首都高速道路監査役）
- 田村友一（日医工社長）
- 堤殷（元東洋水産社長、元日本即席食品工業協会副理事長）
- 林宗治（ソフトクリエイトホールディングス社長、コンピューターシステム販売店協会会長）
- 安田弘（ジャーディン・マセソン会長、学校法人安田学園教育会理事長）
- 橋本晃明（元東洋水産社長、元三井食品会長、元日本即席食品工業協会副理事長）
- 濱田矩男（東邦ホールディングス会長CEO、元東邦薬品社長CEO兼COO）
- 樋口智一（ヤマダイ食品社長）
- 前田靖治（元前田建設工業社長、元全国建設業協会会長）
- 松平恒和（元KDDI常務取締役、国際人材創出支援センター理事長）
- 間塚道義（元富士通会長兼社長、元情報通信ネットワーク産業協会会長）
- 端木正和（サーチナ創業者・元社長、恩来教育基金理事長）
- 山田貴夫（日清製粉社長、元製粉協会会長）
- 橋本實（JFE物流特別顧問）
- 小池正毅（日揮グループ役員、霞会館理事）
- 柳沢保恵（元第一生命保険社長）
- 吉田文紀（シンバイオ製薬創業者・社長兼CEO、元アムジェン日本法人社長）
- 渡辺広基（元パイロットコーポレーション社長）
- 林尚弘（武田塾創業者・塾長、A.ver社長）
- 矢崎和彦（フェリシモ社長、元神戸経済同友会代表幹事）
- 米重克洋（中退、JX通信社創業者・代表取締役社長）
- 萩野琢英（ピクテ投信投資顧問日本法人社長）
- 塚田正之（ツカダ・グローバルホールディング社長）
- 栗原菜緒（NAO LINGERIE代表取締役、ランジェリーデザイナー）
- 木村光伯（木村屋總本店社長）
- 春日博文（ポート株式会社創業者・代表取締役社長）
- 森田清（第一三共会長、日本製薬団体連合会会長）
- 高橋岳之（三井E&Sホールディングス代表取締役社長CEO）
- 古屋毅彦（松屋社長）
- 小野直人(ニッカウヰスキー社長)
- 仙洞田哲也(レーザーテック社長)
- 元谷一志 (アパグループ)社長兼CEO)
- 柴田旬也(Recovery International社長)
- 足立正親(キヤノンマーケティングジャパン社長)
- 木村成克(塩水港精糖社長)
- 左中樹太郎(岩田屋三越社長)
- 酒井宏修(イクヨ社長)
- 荻野善之(RVH社長)
- 村津憲一(テー・オー・ダブリュー社長)
- 山本重人(富士石油社長)
- 出原正貴(自重堂社長)

#### 公益法人等
- 徳川恒孝（徳川宗家（旧徳川将軍家）第18代当主、日本郵船副社長、德川記念財団初代理事長）
- 近衛忠煇（日本赤十字社社長）
- 島津久永（山階鳥類研究所理事長、日本輸出入銀行審査部長）
- 成瀬正俊（犬山城前社長、国宝犬山城第12代城主、俳人）
- 松平宗紀（越前松平家第20代当主、福井市立郷土歴史博物館名誉館長、東京福井県人会会長）

### 出身者教職員

#### 元教職員
- 藤竹暁（社会学者、学習院大学名誉教授、元政治学科教授）
- 徳川宗賢（元日本語日本文学科教授、大阪大学名誉教授）
- 吉岡曠（学習院大学名誉教授、元日本語日本文学科教授）
- 篠沢秀夫（学習院大学名誉教授、元フランス文学科教授）
- 豊崎光一（思想家、元フランス文学科教授）
- 佐藤喜久雄（元教職課程教授）
- 三浦謹一郎（プロテイオス研究所取締役社長兼研究所長・元化学科教授・元生命分子科学研究所所長、東京大学名誉教授）

#### 現教職員
- 平野浩（政治学科教授）
- 高島肇久（政治学科特別客員教授、海外通信・放送・郵便事業支援機構会長、元国連広報センター所長）
- 新川哲雄（哲学科教授）
- 青木幸弘（経営学科教授、元日本消費者行動研究学会会長）
- 佐伯隆幸（演劇評論家、フランス語圏文化学科名誉教授）
- 滝澤美帆（経済学科教授、新型インフルエンザ等対策推進会議委員、マクロ経済学）
- 吉田加南子（詩人、フランス語圏文化学科教授）
- 中条省平（映画評論家、漫画評論家、フランス語圏文化学科教授）
- 長沼豊（教育学科教授）
- 小島和男（哲学科教授）

### 学術

#### 法学
- 杉原泰雄（一橋大学名誉教授、元全国憲法研究会代表）
- 大久保規子（大阪大学大学院法学研究科教授、日本学術会議会員）
- 長谷川貞之（日本大学法学部教授、弁護士）
- 本山敦（立命館大学法学部教授、法務省司法試験考査委員）
- 吉野正三郎（東海大学法学部教授、弁護士）
- 杉原高嶺（京都大学名誉教授、北海道大学名誉教授）
- 菊池純一（青山学院大学法学部教授）
- 新井誠（広島大学大学院法務研究科教授）

#### 政治学・社会学・人類学
- 大和田順子（同志社大学政策学部教授、総務省地域力創造アドバイザー）
- 斉藤弥生（大阪大学大学院人間科学研究科教授、山井和則衆議院議員の妻）
- 佐道明広（中京大学総合政策学部教授）
- 朱建栄（東洋学園大学人文学部教授）
- タキエ・スギヤマ・リブラ（ハワイ大学名誉教授）
- 中村逸郎（筑波大学名誉教授）
- 武者小路公秀（元国連大学副学長、上智大学名誉教授、大阪経済法科大学アジア太平洋研究センター所長）
- 山田吉彦（東海大学海洋学部海洋文明学科教授）
- 伊藤高史（同志社大学社会学部教授）
- 高根正昭（元上智大学教授）
- 小林良江（元群馬県立女子大学学長、 高崎市教育長）

#### 経済学・経営学
- 跡田直澄（元慶應義塾大学商学部教授、嘉悦大学副学長）
- 飯田史彦（福島大学経済経営学類教授）
- 伊藤嘉博（早稲田大学商学学術院教授）
- 上田泰（成蹊大学教授、日本情報経営学会会長）
- 滝澤美帆（学習院大学経済学部教授）
- 佐々木聡（明治大学経営学部教授）
- 篠崎武久（早稲田大学理工学術院教授）
- 高橋裕（専修大学商学部教授）
- 野口智雄（早稲田大学社会科学部教授）
- 岩崎尚人（成城大学経済学部教授）
- 江口泰広（学習院女子大学名誉教授）
- 西尾チヅル（筑波大学副学長、日本学術会議会員）
- 原田泰（名古屋商科大学ビジネススクール教授、エコノミスト）
- 松浦民恵（法政大学教授）
- 森平爽一郎（慶應義塾大学名誉教授、元日本保険・年金リスク学会会長）
- 八木健祥（静岡県立大学教授）
- 谷地弘安（元横浜国立大学理事・副学長、東洋水産取締役、日本商業学会賞）
- 吉村典久（大阪市立大学経営学部教授）

#### 哲学・思想史学
- 綾井桜子（慶應義塾大学文学部教授、教育思想史）
- 芳村思風（名城大学講師、思風庵哲学研究所所長）
- 柿埜真吾（高崎経済大学非常勤講師、思想史家、経済学者）
- 吉水千鶴子（筑波大学人文社会系教授、日本学術会議会員、仏教思想）

#### 美学・芸術学
- 今橋理子（学習院女子大学教授、和辻哲郎文化賞、サントリー学芸賞）
- 小沼純一（早稲田大学文学学術院教授、出光音楽賞）
- 末永航（広島女学院大学国際教養学部長・教授）
- 松田健児（慶應義塾大学商学部教授、西洋美術振興財団賞学術賞）

#### 歴史学
- 麻田雅文（岩手大学人文社会科学部准教授）
- 犬塚孝明（元鹿児島純心女子大学副学長）
- 井上亘（北京大学歴史学系教授）
- 上野秀治（皇學館大学特別教授、徳川林政史研究所参与）
- 大友一雄（国文学研究資料館名誉教授）
- 大三輪龍彦（鶴見大学文学部教授、浄光明寺住職）
- 岡田清一（東北福祉大学名誉教授）
- 片山慶隆（関西外国語大学准教授）
- 菊池誠一（昭和女子大学名誉教授、元東南アジア考古学会長、ハノイ国家大学学術功労賞）
- 佐伯順子（同志社大学文学部教授、サントリー学芸賞、山崎賞）
- 佐々木寛司（茨城大学名誉教授）
- 関幸彦 （日本大学文理学部教授、元鶴見大学文学部教授、元文部科学省教科書調査官）
- 高橋秀樹（國學院大學文学部教授、文部科学省教科書調査官）
- 田中大喜（国立歴史民俗博物館准教授）
- 遠山美都男（学習院大学・日本大学・立教大学講師、学習院大学文学部史学科元助手）
- 西村慎太郎（国文学研究資料館教授、歴史資料継承機構代表理事、德川記念財団徳川賞）
- 濱田耕策（九州大学名誉教授）
- 藤實久美子（国文学研究資料館教授、日本出版学会賞）
- 松尾光（元奈良県立万葉文化館万葉古代学研究所副所長）
- 山口和夫（東京大学史料編纂所教授、德川記念財団徳川賞）
- 山本成生（上智大学文学部准教授、ヘレンド賞）

#### 日本語学・日本文学
- 小俣喜久雄（大葉大学外国語学部応用日本語学科教授）
- 神田典城（学習院女子大学学長）
- 小二田誠二（静岡大学人文学部言語文化学科准教授）
- 菅秀実（近畿大学国際人文科学研究所教授、文芸評論家、エッセイスト、絓秀実は筆名、中退）
- 田口章子（京都造形芸術大学教授）
- 間宮厚司（法政大学文学部日本文学科教授、沖縄文化協会賞）
- 村尾誠一（東京外国語大学名誉教授）
- アルモーメン・アブドーラ（東海大学国際教育センター教授）

#### 英語学・英米文学
- 植月惠一郎（日本大学教授）
- 由良君美（元東京大学教授、元東洋英和女学院大学教授、元慶應義塾大学助教授）
- 荒井良雄（駒澤大学名誉教授）

#### ドイツ語学・ドイツ文学
- 岡野進（九州大学言語文化系欧米言語文化部門ドイツ語教授）
- 伊藤眞（筑波大学現代語・現代文化学系准教授）
- 岩居弘樹（大阪大学言語文化研究科教授）
- 岡田朝雄（東洋大学文学部日本文学文化学科教授）

#### フランス語学・フランス文学
- 戸張規子（慶應義塾大学名誉教授、教育功労章オフィシエ受章）
- 高橋治男（中央大学名誉教授）
- 村松定史（名城大学人間学部人間学科教授）
- 守中高明（早稲田大学教授）
- 國枝孝弘（慶應義塾大学総合政策学部教授）

#### その他の言語学・その他の文学
- 岩倉具忠（京都大学名誉教授、イタリア語学・イタリア文学、霞会館理事、中退）
- 矢島文夫（元京都産業大学外国語学部教授、元宮城学院女子大学教授、アラビア語学・オリエント文化史）
- 今橋映子（東京大学大学院総合文化研究科教授、比較文学）
- 東ゆみこ（国際ファッション専門職大学教授、神話学）

#### 教育学・福祉学・家政学
- 岸信行（中央大学理工学部教授、元中央大学高等学校校長、教育学・倫理学）
- 久保田信之（元学習院女子大学教授、藍綬褒章、教育学）
- 中島恒雄（元東京福祉大学総長、教育学）
- 萩原清子（関東学院大学文学部社会学科教授、元長野大学産業社会学部教授、社会福祉学）
- 市川力（特定非営利活動法人東京コミュニティスクール校長、教育評論家、進学舎VERITAS創業者）

#### 心理学
- 今井芳昭（慶應義塾大学文学部教授）
- 楠見孝（京都大学教育学部長・教授）
- 渋谷昌三（目白大学人間社会学部社会情報学科教授）
- 福屋武人（川村学園女子大学名誉教授）
- 越智啓太（法政大学文学部心理学科教授）
- 杉山崇（神奈川大学人間科学部人間科学科教授）
- 瀧本孝雄（獨協大学名誉教授）

#### 数学
- 佐藤尚（神奈川工科大学情報学部情報メディア学科教授）
- 芳沢光雄（桜美林大学リベラルアーツ学群自然科学系教授、元東京理科大学理学部教授）

#### 物理学
- 徳川陽子（東京工芸大学工学部教授、徳川宗賢未亡人）
- 山崎正之（東海大学工学部教授）
- 田崎明（筑波大学名誉教授）
- 脇山徳雄（東北大学名誉教授、紫綬褒章、松永賞）

#### 化学
- 光延旺洋（元青山学院大学教授、有機合成化学協会賞）

#### 生物学
- 三浦謹一郎（東京大学名誉教授、国立遺伝学研究所名誉教授、元日本分子生物学会会長、日本学士院賞）

#### 農学
- 久松定成（元愛媛大学農学部教授、元靖国神社崇敬奉賛会会長）

### 文化

#### 文芸
- 吉村昭（作家、中退）
- 塩野七生（作家）
- 中村正䡄（直木賞作家）
- 矢川澄子（作家）
- 藤島泰輔（作家）
- 野田昌宏（小説家、SF作家、翻訳家、プロデューサー、元日本テレワーク株式会社代表取締役社長）
- 森村桂（作家）
- 田中芳樹（作家）
- 明石元紹（作家）
- 絓秀実（文芸評論家・思想家）
- 醍醐麻沙夫（作家）
- 戸梶圭太（推理作家）
- 舟崎克彦（児童文学作家、白百合女子大学准教授）
- 中津文彦（作家）
- 翔田寛（作家）
- 波多野鷹（作家、中退）
- 青木奈緒（作家、青木玉長女）
- 桐山秀樹（ノンフィクション作家）
- 窪田順生（ノンフィクションライター）
- 平野久美子（ノンフィクション作家）
- 歌代幸子（ノンフィクション作家）
- 新井恵美子（ノンフィクション作家、中退）
- 大倉崇裕（作家）
- 壁井ユカコ（ライトノベル作家）
- 駒崎優（ライトノベル作家）
- 香月隆（脚本家）
- 倉持裕（劇作家、脚本家）
- 誉田哲也（作家）
- 渡辺球（作家）
- 島崎保久（作家、編集者）
- 丸山昭（コラムニスト、翻訳家）
- 佐伯裕子（歌人）
- 樺山三英（小説家、SF作家）
- 由真直人（作家）
- 戸松淳矩（作家）
- 手島悠介（絵本作家、児童文学作家、中退）
- 平山三男（国文学者、予備校教師、小説家）
- 阿部陽一（作家）
- 仙田学（作家）
- 中島久枝（フードライター、小説家）
- 伊藤亜和（エッセイスト、ラジオパーソナリティ）
- 若菜晃子（エッセイスト、編集者）
- 越谷オサム（小説家、中退）
- 阿刀田慶子（朗読家）
- 木村忠啓（スポーツ時代小説家）
- 荻原雄一（文芸評論家、小説家）
- 奥間埜乃（詩人）
- 杉本真維子（詩人）
- 杉原志啓（音楽評論家、思想史家）
- いするぎりょうこ（作家）
- 見目誠（翻訳家、俳人、詩歌研究家）

#### 美術
- 徳川義宣（財団法人徳川黎明会前会長、徳川美術館前館長、八雲産業前社長）
- 徳川義崇（財団法人徳川黎明会会長、徳川美術館館長、八雲産業社長）
- 原俊夫（原美術館館長）
- 永沢まこと（画家、イラストレーター）
- 岸虎次郎（漫画家）
- 祭丘ヒデユキ（漫画家）
- 小林泰三（古美術品デジタル復元師）
- 楠見清（美術家）
- 今村三菜（イラストレーター、エッセイスト）
- 大山千賀子（写真家、映像作家）
- 羽賀翔一（漫画家）
- 藤沢チヒロ（漫画家、イラストレーター）
- 宇城はやひろ（漫画家）

#### 音楽
- 服部公一（作曲家、前東京家政大学大学院教授、中退）
- 福田一雄（指揮者、作曲家、編曲家、中退）
- オノ・ヨーコ（音楽家、芸術家、中退）
- 都倉俊一（作曲家）
- 小林明子（シンガーソングライター）
- 難波弘之（作曲家、音楽プロデューサー、東京音楽大学音楽学部助教授）
- サザンハリケーン（ロックバンド）
- 鈴木結女（歌手）
- D.I.E.（キーボーディスト）
- 村山☆潤（キーボーディスト、作曲家、編曲家、Venomstrip）
- Yuri（ベーシスト、元Mi）
- 神津裕之（キーボーディスト、作曲家、編曲家）
- 佐藤順英（作詞家）
- 有馬ゆみこ（歌手、ナレーター、女優、元関ゆみ子）
- 渡辺真美（歌手、元Mi-Ke）
- 津上研太（ジャズサックスプレイヤー）
- 菅野邦彦（ジャズピアニスト）
- 日向大介（音楽プロデューサー、作曲家）
- 水野有平（作曲家、作詞家、CMプランナー）
- ビッケブランカ （シンガーソングライター、中退）
- 笹沼樹（チェリスト）
- EIGO.I（シンガーソングライター）
- 大田垣正信（トロンボーン奏者）

#### 伝統芸能
- 観世元信（能楽観世流囃子方大鼓方16世宗家）
- 金春安明（能楽金春流80世宗家、社団法人金春円満井会理事長）
- 六世野村万之丞（能楽和泉流）
- 九世野村万蔵（能楽和泉流）
- 花柳錦之輔（2代目、花柳流日本舞踊家）
- 花柳寿楽 (3代目)（青山裕一、花柳流日本舞踊家、俳優）
- 柳家喜多八（落語家）
- 林家はな平（落語家）
- 古今亭文菊（落語家）
- 立川うぃん（落語家）
- 池坊専好（池坊由紀、華道家元池坊四十六世次期家元）
- 小山觀翁（古典芸能評論家）
- 安達曈子（華道家）
- 岩井友見（日本舞踊正派岩井流宗家）
- 中村鷹之資（歌舞伎役者）
- 善竹富太郎（狂言方大蔵流能楽師）
- 小堀宗実（茶道家、遠州茶道宗家十三世家元）

#### 映画・テレビ番組制作・脚本・演出
- 宮崎駿（映画監督、アニメーション作家）
- 國岡徹（監督）
- 奥山和由（映画プロデューサー）
- 黛りんたろう（映画監督、元NHKチーフディレクター）
- 近藤晋（映画プロデューサー、テレビ番組プロデューサー、東北新社クリエイツ代表取締役社長）
- 小畑芳和（フジテレビゼネラルプロデューサー）
- 太田省吾（演出家、脚本家、京都造形芸術大学教授、中退）
- 大関弘政（演出家、脚本家、宝塚音楽学校講師、元宝塚歌劇団）
- 北阪昌人（ラジオドラマ脚本家）
- 宮田慶子（演出家、劇団青年座、中退）
- 西田征史（脚本家、演出家、俳優）
- 高木聡（ミュージックビデオ、CM、ショートフィルム監督）
- 金森美弥子（演劇プロデューサー）
- 平岡紀子（演出家）
- 吉田秋生（ドラマ演出家）
- 中山千彰（テレビ番組プロデューサー）
- 堀内茂男（劇作家、放送作家）
- 荒木美也子（映画プロデューサー）
- 市川南（映画プロデューサー、東宝映画社長）
- 岡野真紀子（テレビプロデューサー）
- 久保田修（映画プロデューサー）

#### 俳優・タレント
- 前田晴美（ミス・ユニバース・ジャパン）
- 田宮二郎（俳優）
- 児玉清（俳優）
- 細川俊之（俳優、大阪芸術大学芸術学部舞台芸術学科教授、中退）
- 角野卓造（俳優）
- 仲本工事（ザ・ドリフターズ、タレント）
- 小倉久寛（俳優）
- 槇大輔（声優）
- 西沢利明（俳優、中退）
- 柴田光太郎（俳優）
- 鮎貝健（俳優、ディスクジョッキー）
- 松井康子（女優、中退）
- 池田有希子（女優）
- 江口由起（女優）
- 池端レイナ（女優）
- 永井ちひろ（女優）
- 麻木久仁子（タレント、中退）
- 堀田ゆい夏（タレント）
- 六角精児（俳優、中退）
- 小林タカ鹿（旧芸名：小林 高鹿、俳優、中退）
- 掛貝梨紗（タレント）
- クリス松村（タレント）
- 曽野舜太（タレント、M!LK）
- 福田恵悟（お笑い芸人）
- レッツゴーよしまさ（ものまねタレント）
- 宮澤聡（お笑いコンビ、ジグザグジギー）
- 井上麻里奈（声優）
- 柿原徹也（声優）
- 田中明生（声優）
- 矢澤喜代美（声優）
- 阪口あや（声優）
- 井上富美子（声優）
- 大森博史（俳優、中退）
- 田村幸士（俳優）
- 地曵豪（俳優、ナレーター）
- 廣瀬敏康（お笑い芸人）
- 本岡なり美（タレント、フリーアナウンサー）
- 渡辺由布子（モデル）
- マーク・大喜多（ナレーター、俳優）
- 大家仁志（俳優、声優、中退）
- 小川尚信（俳優）
- 布施貴美子（モデル、タレント）
- 斉木洋子（ナレーター、ラジオパーソナリティ）
- 佐藤弥生（タレント、舞台女優）
- 香西咲（AV女優）
- 結城るみな（AV女優、中退）
- 黒木綾乃（タレント、グラビアアイドル）
- 宮崎寿々佳（マルチタレント、歌手）
- 斉藤昌（声優）
- 桑野東萌（俳優）
- 石井一彰（俳優）
- 原田優一（俳優）
- 内田朱美（タレント）
- 吉田早織（モデル）
- 豊田麻子（モデル）
- 絲木建太（俳優）
- 伊藤祐輝（俳優）
- 吉田ユウ（グラビアアイドル）
- 斉藤まりな（タレント、グラビアアイドル）
- 中野慶子（NHK初代うたのおねえさん、歌手）
- 鈴木香里武（タレント）
- 榎本ゆいな（モデル、タレント）
- 南ゆうき（グラビアアイドル、プロレスラー）

#### サブカルチャー
- 弦本將裕（個性心理學研究所所長、株式会社@ノア代表取締役、株式会社キャラナビ・ドット・コム代表取締役社長）
- 島崎直也（ワークショップデザイナー、有限会社ケミカルエンターテインメント代表取締役社長、佐久市子ども未来館館長）
- ルネ・ヴァン・ダール・ワタナベ（西洋占星術師、ルネ・ヴァン・ダール研究所代表）
- 植西聰（著述家、産業カウンセラー、心理カウンセラー）

#### 生活
- 江上佳奈美（料理研究家、江上料理学院副院長）
- 柿沢安耶（パティシエ）
- 谷田邦彦（オセロ選手、パイロット）
- 秋保雅男（社会保険労務士）
- チョコアイカ（ショコラティエ）
- 吉永友幸（鮨吉永　フランスミシュラン二つ星）

### メディア

#### 放送・出版・マスコミ・ジャーナリズム
- 犬養康彦（共同通信社相談役、元共同通信社社長）
- 犬養智子（作家、評論家、フリージャーナリスト）
- 橋本明（評論家、共同通信社総務局特別顧問）
- 松尾文夫（ジャーナリスト、元共同通信社ワシントン支局長、共同通信マーケット社長）
- 松下武義（徳間書店社長、元加州住友銀行会長）
- 横山泰子（暮しの手帖社社長）
- 磯村尚徳（元NHK専務理事待遇特別主幹、元NHK報道局長、元パリ日本文化会館館長）
- 小池英夫（NHK専務理事、NHK大阪放送局長、元NHK報道局長、元チーフプロデューサー）
- 岩田公雄（読売テレビ報道局次長、報道部長兼解説委員）
- 清水洋二（TBSラジオ&コミュニケーションズ取締役相談役、デジタルラジオ推進協会理事長）
- 五味陸仁（放送倫理・番組向上機構調査役、元TBS報道局解説委員）
- 白木清か（元・テレビ朝日スポーツ局記者）
- 千葉敦子（ジャーナリスト）
- 和田圭（フジテレビ解説委員）
- 岡部いさく（軍事評論家）
- 伊藤惇夫（政治アナリスト）
- 品田英雄（日経エンタテインメント発行人）
- 柴田惣一（東京スポーツ記者）
- 北野新太（報知新聞社記者、作家）
- 大野敏明（評論家、産経新聞元編集委員）
- 土屋守（ウイスキー評論家、ジャーナリスト、作家）
- 織田孝一（フリーライター）
- 端木正和（サーチナ前社長）
- 岡本幸一郎（モータージャーナリスト）
- 増島みどり（スポーツライター）
- 長倉顕太（編集者）
- 菊地浩司（字幕翻訳家）
- 三島通義（元ニッポン放送記者、ラジオディレクター）
- 柳田邦夫（編集者、ジャーナリスト）
- 平田翼（スポーツジャーナリスト）
- 岸真弓（気象予報士）
- 田中美都（気象予報士）
- 湯山玲子（出版・広告ディレクター）
- 櫛田良一（報道部員、ディレクター）
- 山田修（経営コンサルタント）
- 酒井光雄（経営コンサルタント）
- 岩渕龍正（経営コンサルタント）
- 玉川陽介（投資家）

#### アナウンサー

##### NHK
- 伊藤慶太
- 大蔵哲士
- 太田雅英
- 中野純一
- 中村瑞季
- 守本奈実
- 三好正人
- 宮島大輔

##### 在京キー局
- 伊藤隆佑（TBS）
- 春日由実（フジテレビ）他部署に異動
- 海老原優香（フジテレビ）
- 佐々木亮太（テレビ朝日）
- 島本真衣（テレビ朝日）
- 板倉朋希（テレビ朝日）
- 山木翔遥（テレビ朝日）
- 佐々木明子（テレビ東京）
- 滝井礼乃（テレビ東京）他部署に異動
- 前田真理子（テレビ東京）他部署に異動

##### ラジオ・地方局
- 伊藤佳子（文化放送）報道記者、気象予報士
- 東島衣里（ニッポン放送）
- 森さやか（北海道テレビ放送）
- 宮本啓丞（九州朝日放送）
- 松本麻衣子（毎日放送）
- 水野涼子（静岡放送）
- 急式裕美（札幌テレビ放送）報道部記者
- 安蒜豊三（東海ラジオ放送）
- 武道優美子（北日本放送）
- 大澤やすのり（寧工）（愛媛朝日テレビ）
- 二唐正和（長崎文化放送、元秋田朝日放送）
- 南部志穂（CBCテレビ）
- 大坪奈津子（山形放送、元四国放送）

##### フリー・元アナウンサー
- 雲野右子
- 勝恵子
- 山岡三子（宝塚歌劇団卒業生）
- 木島京子（元山陽放送）
- 水野真里子（元北陸放送）
- さとう一声
- 野口あきこ
- 池崎美盤（元テレビ西日本、元NHK契約キャスター）
- 小野ちづる（元北陸放送）
- 奥野国英
- 相田久雄（元テレビ宮崎）
- 田辺礼一（元NHK）
- 山内木の実
- 石橋省三（元NHK）
- 小柳実（元NHK・元新潟放送）
- 神田愛花（元NHK）
- 小野塚康之（元NHK）
- 鈴木桂一郎（元NHK）
- 近藤冨士雄（元NHK）
- 長安智子（元山口放送・サガテレビ・四国放送・テレビ熊本・NHK山口・NHK福岡）
- 山本真純（元日本テレビ）
- 石井和子（元TBS）
- 桝井論平（元TBS）
- 小島慶子（元TBS）
- 木村郁美（元TBS）
- 森下知哉（元フジテレビ）
- 筒井櫻子（元フジテレビ）
- 木下智佳子（元テレビ朝日）
- 山本モナ（元朝日放送）
- 三田涼子（元TOKYO MX）
- 阿部優貴子（元CBCテレビ）
- 増田みのり（元ニッポン放送）
- 山田泰子（元北海道放送）
- 三橋泰介（元岩手朝日テレビ・東北放送）
- 田中花子（元朝日放送）
- 広瀬麻知子（元静岡朝日テレビ）
- 宮本裕子（元山梨放送）
- 阿部悦子（元鹿児島讀賣テレビ）
- 松山桃子 （元福井テレビジョン放送）
- 上條麻里奈（元テレビユー福島）
- 栗林さみ（紗美）（元テレビ新潟放送網）
- 落合由佳（元青森朝日放送・テレビ埼玉）
- 松尾まどか（元長野朝日放送）
- 小野塚愛美（元北陸放送・南海放送）
- 石垣真帆（気象予報士、元NHK契約キャスター）
- 本庄麻里子（元RKB毎日放送）
- 泉水はる佳（元中国放送、元千葉テレビ放送）
- 西川文野（元文化放送）
- 元田芳（元茨城放送、元とちぎテレビ）

### スポーツ
- 嘉納行光（講道館館長・財団法人全日本柔道連盟会長）
- 東野章子（元フィギュアスケート・アイスダンス選手）
- 廣澤沙綾（プロ水上スキーヤー）
- 水町亮介（プロバスケットボール選手）
- 川内優輝（陸上競技長距離走・マラソン選手）
- 林晋太郎（サッカー指導者）
- 二階堂悠（サッカー指導者）
- 江見翔太（ラグビー選手）
- 永井崇匡（パラリンピック柔道選手）
- 荻田直弥（ラグビー選手）